# Jakob Volk
Jakob Volk (* 13. Januar 1876 in Kattenes an der Mosel; † 13. September 1954 ebenda) war ein deutscher Möbelschreiner sowie Amateur- und Naturfotograf.

## Leben
Jakob Volk wurde in dem kleinen Ort Kattenes an der Mosel geboren und wuchs zur Zeit des Deutschen Kaiserreichs in vergleichsweise ärmlichen Verhältnissen auf. Er erlernte das Schreinerhandwerk und war unter anderem am Innenausbau verschiedener Zeppeline beteiligt. Darüber hinaus fertigte er auch „[...]  Möbelstücke von hoher Qualität und Originalität.“
Der Naturliebhaber trat in Köln dem dortigen Verein der Naturfreunde bei, zu dessen Vorsitzenden er mehrfach gewählt wurde. „Sein grosses Interesse an Natur und Umwelt“ veranlassten den Autodidakten schließlich zum Bau einer eigenen Plattenkamera, mit deren Hilfe er ungezählte Aufnahmen fertigte. Hierfür experimentierte er mit verschiedenen Entwicklerflüssigkeiten und Fotopapieren.
Jakob Volk wurde während des Fotografierens 1954 in seinem Heimatort von einem vorbeifahrenden Motorrad erfasst und erlag seinen Verletzungen. Sein Nachlass wurde 2014 in die United Archives GmbH übernommen.